# Interstate 540 (Arkansas)
Pour les articles homonymes, voir Interstate 540.
L'Interstate 540 (I-540) est une autoroute collectrice de l'I-40 à Fort Smith, dans l'Arkansas. Sa longueur est de 14,71 miles (23,67 km). 
Initialement, l'I-540 était une courte autoroute collectrice reliant Fort Smith et Van Buren à l'I-40. La route parcourait environ 14 miles (23 km) jusqu'à la US 271 près de la frontière avec l'Oklahoma. La croissance du nord-ouest de l'Arkansas et l'Université de l'Arkansas ont nécessité une connexion du trafic en provenance de cette région vers Little Rock. La route a été prolongée jusqu'à Mountainburg, au nord, à la fin des années 1990. Ce segment situé au nord de l'I-40 fait désormais partie de l'I-49, depuis 2014.

## Description du tracé
La plus vieille partie de l'I-540, complétée dans les années 1970, relie l'I-40 à la frontière avec l'Oklahoma en passant par Van Buren et Fort Smith. L'autoroute débute à la sortie 7 de l'I-40. Cela marque le mile 0 sur cette autoroute, les règles des autoroutes collectrices voulant que le mile 0 soit à la jonction avec l'autoroute mère. Les trois premiers miles (4.8 km) sont dans la ville de Van Buren. L'autoroute croise ensuite la rivière Arkansas. Le reste de l'autoroute traverse Fort Smith.

### Route de Fort Smith
Débutant à la jonction de l'I-540 et de l'I-40 à Van Buren, la route se dirige vers le sud. Ce segment est largement concurrent avec la US 71. La première sortie est celle reliant l'I-540 / US 71 à la US 64, laquelle mène au quartier historique de Van Buren. Continuant vers le sud, l'autoroute croise la AR 162, mais ne dispose pas d'accès vers celle-ci. Ensuite, l'autoroute s'approche de la rivière Arkansas, mais rencontre la AR 59 juste avant. Après l'avoir traversée, l'autoroute entre à Fort Smith et dans le Comté de Sebastian. L'I-540 / US 71 traverse une zone commerciale et compte trois sorties avec des voies municipales. Elle croise finalement Phoenix Avenue qui donne accès à l'aéroport régional de Fort Smith. Cependant, cette sortie n'a pas d'accès vers l'I-540 / US 71 sud.
Se dirigeant maintenant vers le sud-ouest, l'autoroute croise AR 45 et AR 255. Suivant ces croisements, la US 71 quitte l'I-540 vers Texarkana. L'I-540 traverse alors une zone résidentielle avant d'atteindre sa dernière sortie à la jonction avec la US 271 et la AR 253. Suivant cette sortie, la route se poursuit mais cesse d'être l'I-540. Elle devient la US 271 et entre en Oklahoma.

## Liste des sorties
| Interstate 540                            |              |       |       |        |                                                                  |                                                           |
| Comté                                     | Municipalité | mi    | km    | Sortie | Intersections / Destinations                                     | Notes                                                     |
| Crawford                                  | Van Buren    |       |       | 1A     | I-40 ouest – Oklahoma City                                       | Sortie 7 de l'I-40                                        |
| Crawford                                  | Van Buren    | 0,00  | 0,00  | 1B     | I-40 est / US 71 nord vers I-49 nord – Little Rock, Fayetteville | Terminus nord du multiplex avec US 71; sortie 7 de l'I-40 |
| Crawford                                  | Van Buren    | 0,55  | 0,89  | 2      | US 64 – Van Buren                                                | Indiqué sortie 2A (ouest) et 2B (est)                     |
| Crawford                                  | Van Buren    | 2,87  | 4,62  | 3      | AR 59 (en) – Van Buren                                           |                                                           |
| Sebastian                                 | Fort Smith   | 4,94  | 7,95  | 5      | Kelley Highway                                                   |                                                           |
| Sebastian                                 | Fort Smith   | 6,23  | 10,03 | 6      | Grand Avenue                                                     |                                                           |
| Sebastian                                 | Fort Smith   | 7,99  | 12,86 | 8      | AR 22 (en) (Rogers Avenue)                                       | Indiqué sortie 8A (ouest) et 8B (est) en direction sud    |
| Sebastian                                 | Fort Smith   | 9,54  | 15,35 | 9      | Leigh Avenue / Phoenix Avenue est – Aéroport                     | Pas d'entrée en direction sud                             |
| Sebastian                                 | Fort Smith   | 10,06 | 16,19 | 10     | AR 45 (en) (Greenwood Road) / Phoenix Avenue ouest               |                                                           |
| Sebastian                                 | Fort Smith   | 11,08 | 17,83 | 11     | AR 255 (en) (Zero Street)                                        |                                                           |
| Sebastian                                 | Fort Smith   | 12,14 | 19,54 | 12     | US 71 sud vers I-49 – Texarkana                                  | Terminus sud du multiplex avec US 71                      |
| Sebastian                                 | Fort Smith   | 13,06 | 21,02 | 13     | Jenny Lind Road                                                  |                                                           |
| Sebastian                                 | Fort Smith   | 14,06 | 22,63 | 14     | US 271 nord / AR 253 (en) sud                                    | Terminus nord du multiplex avec US 271                    |
| Sebastian                                 |              | 14,74 | 23,72 |        | US 271 sud / SH-9 (en) ouest – Spiro                             | Terminus sud; terminus sud du multiplex avec US 271       |
| - Terminus de multiplex - Accès incomplet |              |       |       |        |                                                                  |                                                           |